# 小行星5527
小行星5527（英語：5527）是一颗围绕太阳公转的小行星。1991年10月31日，上田清二、金田宏在钏路市发现了此天体。
这颗小行星的绝对星等为173.3239923229672等。